# Погадка
Пога́дки — спрессованные непереваренные остатки пищи животного или растительного происхождения, например кости, шерсть, перья, хитин насекомых, твёрдые семена ягод и т. п., отрыгиваемые некоторыми хищными, рыбоядными и другими птицами в виде округлого комка. Погадку птица скидывает примерно через 10 часов после еды. Погадки часто скапливаются под гнездами птиц и дают орнитологам точное представление о рационе птицы. Также по погадкам определяют, здорова ли птица, живущая в неволе: если птица не отрыгивает погадку долгое время, это может говорить о закупорке пищевода, мешающей ей это сделать.